# 로베르토 클레멘테 스타디움
로베르토 클레멘테 스타디움(영어 : Roberto Clemente Stadium, 에스파냐어 : Estadio Roberto Clemente)은 푸에르토리코의 다목적 경기장이다. 푸에르토리코 카롤리나에 위치하고 있으며 과거 USL 푸에르토리코 유나이티드와 CA 리버 플레이트 푸에르토리코의 홈 경기장으로 사용했다.